# Еш Гроув (Мисури)
Еш Гроув (енгл. Ash Grove) град је у америчкој савезној држави Мисури.

## Демографија
По попису из 2010. године број становника је 1.472, што је 42 (2,9%) становника више него 2000. године.
| Група             | 2000.         | 2010.         |
| Белци             | 1.393 (97,4%) | 1.414 (96,1%) |
| Афроамериканци    | 1 (0,1%)      | 1 (0,1%)      |
| Азијати           | 1 (0,1%)      | 1 (0,1%)      |
| Хиспаноамериканци | 7 (0,5%)      | 27 (1,8%)     |
| Укупно            | 1.430         | 1.472         |